# Anna Gulbe
Anna Gulbe (* 2. Juli 1995) ist eine lettische Leichtathletin, die sich auf das Kugelstoßen spezialisiert hat und auch im Hammerwurf an den Start geht.

## Sportliche Laufbahn
Erste internationale Erfahrungen sammelte Anna Gulbe im Jahr 2023, als sie bei der 2. Liga der Team-Europameisterschaft im Rahmen der Europaspiele in Chorzów mit einer Weite von 15,42 m den vierten Platz im Kugelstoßen belegte.
In den Jahren 2019, 2022 und 2023 wurde Gulbe lettische Meisterin im Kugelstoßen sowie 2023 auch im Hammerwurf. Zudem wurde sie 2020 und von 2022 bis 2024 Hallenmeisterin im Kugelstoßen.

## Persönliche Bestleistungen
- Kugelstoßen: 15,72 m, 17. Februar 2024 in Valmiera
- Hammerwurf: 50,69 m, 29. Juli 2023 in Valmiera